# Jemima West
Jemima West (Paris, 11 de agosto de 1987) é uma atriz anglo-francesa. Ela é bilíngüe, crescendo mais de sua vida em Paris, França.
Ela é mais conhecida por seu papel como Rose na série "Maison Close" do Canal+. Ela também apareceu na segunda temporada de The Borgias como Vittoria. Em 2013, ela apareceu na primeira adaptação cinematográfica do best-seller de Cassandra Clare, "Os Instrumentos Mortais: Cidade dos Ossos" como Isabelle Lightwood.

## Biografia
Jemima nasceu de pais ingleses. Seu pai é um contador e sua mãe é uma intérprete de negócios. Quando ela tinha cinco anos de idade, seus pais se mudaram para Paris, na França. Ela frequentou a Sorbonne e graduou-se em História da Arte, tendo aulas de teatro à noite. Ela fala Francês e Inglês. Embora ela se descreve como completamente Inglês e tem mais tempo de trabalhar na sua língua materna, ela diz que Paris é a casa dela.

## Carreira
West fez sua estréia com 10 anos de idade e ela estrelou em 1999 o filme "Joan Of Arc", dirigido por Luc Besson. Mais tarde, ela estrelou o curta-metragem "I'm an Actrice", dirigido por Maiwenn, e também atuou na 3ª temporada da série de televisão canadense "15 Love".
Mais tarde West passou a estrelar em programas franceses de televisão como "Ben & Thomas", "Trouble Paradis e R.I.S Police Scientifique", "Josephine Ange Gardien", que foi seguido pelo seu segundo papel no cinema em "Rei Guillaume", co-estrelado ao lado de Florence Foresti.
Em 2009, West atuou em "Paradis Criminel", um thriller mini-série em duas partes intitulado "Who Killed Little Red Riding Hood", como Louisa. A mini-série foi escrita e dirigida por Serge Meynard e ganhou o prêmio de "melhor mini-série" em 2009 no La Rochelle TV Film Festival, e recebeu 3 milhões de espectadores no France 2 em 22 de agosto de 2012. A mini-série foi classificada, portanto, como a oitava melhor ficção-rated do ano no canal.
Em 2010, West marcou em um papel na mini-série francesa "Maison Close", no qual ela protagoniza como Rose uma jovem menina forçada a trabalhar em um bordel para a sua liberdade. Ela atua ao lado de Anne Charrier e Valérie Karsenti.
Em 2012, foi anunciado que West iria interpretar o papel de Isabelle Lightwood na tão aguardada adaptação cinematográfica do best-seller escrito por Cassandra Clare, Os Instrumentos Mortais: Cidade dos Ossos. West vai co-estrelar ao lado de Lily Collins, Jamie Campbell Bower, Robert Sheehan e Kevin Zegers. A data de estréia do filme está definido para 21 de Agosto de 2013.

## Filmografia
| Ano  | Filme                                     | Papel                   | Notas          |
| ---- | ----------------------------------------- | ----------------------- | -------------- |
| 1999 | Joan of Arc                               | Garota                  |                |
| 2004 | I'm an Actrice                            | Fille casting           | Curta-metragem |
| 2009 | King Guillaume                            | King Guillaume          | Curta-metragem |
| 2010 | Demain je me marie                        | Emilie                  | filme de TV    |
| 2011 | La Morte Amourese                         | Marguerite des Ravalets | Curta-metragem |
| 2011 | JC comme Jésus Christ                     | Jemima                  |                |
| 2012 | Linhas de Wellington                      | Maureen                 |                |
| 2012 | Et ton père...!                           | Fleur                   |                |
| 2013 | Os Instrumentos Mortais: Cidade dos Ossos | Isabelle Lightwood      |                |

| Séries | Séries                                              | Séries            | Séries       | Séries                                                     |
| Ano    | Título                                              | Papel             | Episódios    | Notas                                                      |
| ------ | --------------------------------------------------- | ----------------- | ------------ | ---------------------------------------------------------- |
| 2006   | 15/Love                                             | Cassidy Payne     | 3ª Temporada |                                                            |
| 2007   | R.I.S. Police scientifique                          | Chloé Muller      |              |                                                            |
| 2008   | Grand Star                                          | Solveg            | 3 episódios  |                                                            |
|        | Ben et Thomas                                       | Liselott Karlsson |              |                                                            |
| 2009   | Paradis Criminel: Who Killed Little Red Riding Hood | Louisa            |              | France 2. Mini-série                                       |
|        | Éternelle                                           | Carla             | 1 episódio   | Mini-série                                                 |
|        | Joséphine, Ange Gardien                             | Pauline           |              |                                                            |
|        | Camping Paradis                                     | Shirley           | 1 episódio   |                                                            |
| 2010   | Maison Close                                        | Rose              |              | série regular                                              |
| 2012   | Os Bórgias                                          | Vittoria          | 4 episódios  |                                                            |
|        | As Linhas de Torres Vedras                          | Maureen           |              | France 3. Mini-série baseada no filme Linhas de Wellington |